# Argentína az 1968. évi nyári olimpiai játékokon
Argentína a mexikói Mexikóvárosban megrendezett 1968. évi nyári olimpiai játékok egyik részt vevő nemzete volt. Az országot az olimpián 12 sportágban 89 sportoló képviselte, akik összesen 2 érmet szereztek.

## Érmesek
| Érem  | Versenyző       | Sportág   | Versenyszám        |
| ----- | --------------- | --------- | ------------------ |
| Bronz | Alberto Demiddi | Evezés    | Férfi egypárevezős |
| Bronz | Mario Giulloti  | Ökölvívás | Váltósúly          |

## Atlétika
Férfi
| Versenyző          | Versenyszám    | Előfutam         | Előfutam         | Előfutam         | Negyeddöntő | Negyeddöntő | Negyeddöntő | Elődöntő | Elődöntő | Elődöntő | Döntő   | Döntő    |
| Versenyző          | Versenyszám    | Idő              | Hely.            | Össz.            | Idő         | Hely.       | Össz.       | Idő      | Hely.    | Össz.    | Idő     | Helyezés |
| ------------------ | -------------- | ---------------- | ---------------- | ---------------- | ----------- | ----------- | ----------- | -------- | -------- | -------- | ------- | -------- |
| Andrés Calonge     | 100 m          | 10,44            | 2.               | 20.              | 10,39       | 5.          | 25.         | kiesett  | kiesett  | kiesett  | kiesett | kiesett  |
| Andrés Calonge     | 200 m          | 20,81            | 2.               | 14.              | 21,03       | 6.          | 22.         | kiesett  | kiesett  | kiesett  | kiesett | kiesett  |
| Juan Carlos Dyrzka | 400 m          | 47,02            | 4.               | 30.              | 46,85       | 7.          | 28.         | kiesett  | kiesett  | kiesett  | kiesett | kiesett  |
| Juan Carlos Dyrzka | 400 m gát      | 49,82            | 1.               | 4.               |             |             |             | 49,86    | 5.       | 10.      | kiesett | kiesett  |
| Guillermo Cuello   | 800 m          | nem ért célba    | nem ért célba    | nem ért célba    |             |             |             | kiesett  | kiesett  | kiesett  | kiesett | kiesett  |
| Guillermo Cuello   | 1500 m         | nem állt rajthoz | nem állt rajthoz | nem állt rajthoz |             |             |             | kiesett  | kiesett  | kiesett  | kiesett | kiesett  |
| Domingo Amaizón    | 3000 m akadály | 9:43,06          | 12.              | 32.              |             |             |             |          |          |          | kiesett | kiesett  |

| Versenyző     | Versenyszám | Selejtező | Selejtező | Döntő    | Döntő    |
| Versenyző     | Versenyszám | Eredmény  | Helyezés  | Eredmény | Helyezés |
| ------------- | ----------- | --------- | --------- | -------- | -------- |
| Enrico Barney | Rúdugrás    | 480 cm    | 17.       | kiesett  | kiesett  |

Női
| Versenyző        | Versenyszám | Előfutam | Előfutam | Előfutam | Negyeddöntő | Negyeddöntő | Negyeddöntő | Elődöntő | Elődöntő | Elődöntő | Döntő   | Döntő    |
| Versenyző        | Versenyszám | Idő      | Hely.    | Össz.    | Idő         | Hely.       | Össz.       | Idő      | Hely.    | Össz.    | Idő     | Helyezés |
| ---------------- | ----------- | -------- | -------- | -------- | ----------- | ----------- | ----------- | -------- | -------- | -------- | ------- | -------- |
| Alicia Kaufmanas | 100 m       | 11,90    | 6.       | 33.      | kiesett     | kiesett     | kiesett     | kiesett  | kiesett  | kiesett  | kiesett | kiesett  |
| Alicia Kaufmanas | 200 m       | 24,57    | 5.       | 31.      |             |             |             | kiesett  | kiesett  | kiesett  | kiesett | kiesett  |

## Birkózás
Kötöttfogású
| Versenyző            | Versenyszám | 1. forduló                          | 2. forduló                           | 3. forduló        | 4. forduló        | 5. forduló        | 6. forduló        | 7. forduló        | Döntő             | Helyezés    |
| Versenyző            | Versenyszám | Ellenfél Eredmény                   | Ellenfél Eredmény                    | Ellenfél Eredmény | Ellenfél Eredmény | Ellenfél Eredmény | Ellenfél Eredmény | Ellenfél Eredmény | Ellenfél Eredmény | Helyezés    |
| -------------------- | ----------- | ----------------------------------- | ------------------------------------ | ----------------- | ----------------- | ----------------- | ----------------- | ----------------- | ----------------- | ----------- |
| Carlos Alberto Vario | 70 kg       | Guy Marchand (FRA) · 3-1            | Munemura Munedzsi (JPN) · 3.5-0.5    | kiesett           | kiesett           | kiesett           | kiesett           | kiesett           | kiesett           | helyezetlen |
| Julio Graffigna      | 87 kg       | Valentyin Olenyik (URS) · kétvállas | Czesław Kwieciński (POL) · kétvállas | kiesett           | kiesett           | kiesett           |                   |                   | kiesett           | helyezetlen |
| Daniel Verník        | 97 kg       | Per Svensson (SWE) · 2-2            | Caj Malmberg (FIN) · kétvállas       | kiesett           | kiesett           | kiesett           | kiesett           |                   | kiesett           | helyezetlen |

Szabadfogású
| Versenyző            | Versenyszám | 1. forduló                             | 2. forduló                        | 3. forduló                 | 4. forduló        | 5. forduló        | 6. forduló        | 7. forduló        | Döntő             | Helyezés    |
| Versenyző            | Versenyszám | Ellenfél Eredmény                      | Ellenfél Eredmény                 | Ellenfél Eredmény          | Ellenfél Eredmény | Ellenfél Eredmény | Ellenfél Eredmény | Ellenfél Eredmény | Ellenfél Eredmény | Helyezés    |
| -------------------- | ----------- | -------------------------------------- | --------------------------------- | -------------------------- | ----------------- | ----------------- | ----------------- | ----------------- | ----------------- | ----------- |
| Carlos Alberto Vario | 70 kg       | Francisco Lebeque (CUB) · 3-1          | Abdollah Movahed (IRI) · 3.5-0.5  | kiesett                    | kiesett           | kiesett           | kiesett           |                   | kiesett           | helyezetlen |
| Julio Graffigna      | 87 kg       | Ghulam Dastagir (AFG) · 1-3            | Thomas Peckham (USA) · 3-1        | Hüseyin Gürsoy (TUR) · 3-1 | kiesett           | kiesett           | kiesett           |                   | kiesett           | helyezetlen |
| Daniel Verník        | 97 kg       | Moslem Eskandar-Filabi (IRI) · 3.5-0.5 | Szaid Musztafov (BUL) · kétvállas | kiesett                    | kiesett           | kiesett           | kiesett           | kiesett           | kiesett           | helyezetlen |

## Evezés
| Versenyző                                                                                              | Versenyszám      | Előfutam | Előfutam | Vigaszág | Vigaszág | Elődöntő | Elődöntő | Döntő | Döntő   | Döntő | Helyezés |
| Versenyző                                                                                              | Versenyszám      | Idő      | Hely.    | Idő      | Hely.    | Idő      | Hely.    | Típus | Idő     | Hely. | Helyezés |
| --- | ---------------- | -------- | -------- | -------- | -------- | -------- | -------- | ----- | ------- | ----- | -------- |
| Alberto Demiddi                                                                                        | Egypárevezős     | 7:49,78  | 2.       | erőnyerő | erőnyerő | 7:47,98  | 2.       | A     | 7:57,19 | 3.    |          |
| Rostislav Peterka Diego Nedelcu Carlos Otero (kormányos)                                               | Kormányos kettes | 8:20,38  | 4.       | 8:03,62  | 3.       | 8:09,75  | 5.       | B     | 8:06,91 | 5.    | 11.      |
| Hugo Aberastegui José María Robledo Juan Carlos Gómez Guillermo Segurado Rolando Locatelli (kormányos) | Kormányos négyes | 7:11,52  | 4.       | 6:55,55  | 1.       | 7:02,25  | 4.       | B     | 6:50,54 | 2.    | 8.       |

## Gyeplabda
| Argentin férfi gyeplabdacsapat-játékoskeret | Argentin férfi gyeplabdacsapat-játékoskeret |
| --- | --- |
| - Eduardo Anderson - Fernando Calp - Armando Cicognini - Alberto Disera - Jorge Giannini - Eduardo Guelfand - Carlos Kenny - Gerardo Lorenzo - Héctor Marinoni | - Osvaldo Monti - Rodolfo Monti - Jorge Piccioli - Daniel Portugués - Alfredo Quaquarini - Jorge Sabbione - Gabriel Scally - Jorge Suárez - Jorge Tanuscio |

### Eredmények
Csoportkör
B csoport
| Csapat               | M | Gy | D | V | G+ | G– | Gk  | P  |
| -------------------- | - | -- | - | - | -- | -- | --- | -- |
| Pakisztán (PAK)      | 7 | 7  | 0 | 0 | 23 | 4  | +19 | 14 |
| Ausztrália (AUS)     | 8 | 5  | 1 | 2 | 15 | 7  | +8  | 11 |
| Kenya (KEN)          | 8 | 4  | 1 | 3 | 13 | 9  | +4  | 9  |
| Hollandia (NED)      | 7 | 4  | 0 | 3 | 11 | 11 | 0   | 8  |
| Franciaország (FRA)  | 7 | 2  | 1 | 4 | 2  | 5  | –3  | 5  |
| Nagy-Britannia (GBR) | 7 | 2  | 1 | 4 | 6  | 8  | –2  | 5  |
| Argentína (ARG)      | 7 | 1  | 1 | 5 | 4  | 20 | –16 | 3  |
| Malajzia (MAS)       | 7 | 0  | 3 | 4 | 2  | 12 | –10 | 3  |

| 1968. október 13. | Nagy-Britannia (GBR) | 2 – 0   | Argentína (ARG) |  |
| 1968. október 13. | Lawson Whalley       | (1 – 0) |                 |  |

| 1968. október 14. | Hollandia (NED)                            | 7 – 0   | Argentína (ARG) |  |
| 1968. október 14. | Keyzer 3 Terlingen Thole Vroonhoven Fokker | (1 – 0) |                 |  |

| 1968. október 16. | Malajzia (MAS) | 1 – 1   | Argentína (ARG) |  |
| 1968. október 16. | Ming           | (1 – 1) | Cicognini       |  |

| 1968. október 17. | Pakisztán (PAK)      | 5 – 0   | Argentína (ARG) |  |
| 1968. október 17. | Dar 2 Rashid 2 Malik | (4 – 0) |                 |  |

| 1968. október 19. | Kenya (KEN)    | 2 – 1   | Argentína (ARG) |  |
| 1968. október 19. | Deegan Panesar | (2 – 1) | Anderson        |  |

| 1968. október 20. | Ausztrália (AUS)  | 3 – 1   | Argentína (ARG) |  |
| 1968. október 20. | Riley Smart Evans | (1 – 1) | Marinoni        |  |

| 1968. október 21. | Argentína (ARG) | 1 – 0   | Franciaország (FRA) |  |
| 1968. október 21. | Lorenzo         | (1 – 0) |                     |  |

A 13. helyért
| 1968. október 23. | Japán (JPN) | 2 – 0   | Argentína (ARG) |  |
| 1968. október 23. | Onda Tanaka | (1 – 0) |                 |  |

| Csapat          | Helyezés |
| --------------- | -------- |
| Argentína (ARG) | 14.      |

## Kerékpározás

### Országúti kerékpározás
| Versenyző                                                                  | Versenyszám     | Idő             | Helyezés      |
| -------------------------------------------------------------------------- | --------------- | --------------- | ------------- |
| Juan Alves                                                                 | Mezőnyverseny   | nem ért célba   | nem ért célba |
| Roberto Breppe                                                             | Mezőnyverseny   | 4:48:07 (+6:42) | 40.           |
| Héctor Cassina                                                             | Mezőnyverseny   | nem ért célba   | nem ért célba |
| Gerardo Cavallieri                                                         | Mezőnyverseny   | nem ért célba   | nem ért célba |
| Carlos Miguel Álvarez Roberto Breppe Ernesto Contreras Juan Alberto Merlos | Csapat időfutam | 2:15:34 (+7:45) | 7.            |

### Pálya-kerékpározás
Sprintverseny
| Versenyző       | Versenyszám  | 1. forduló                                              | 1. forduló | Vigaszág                                         | Vigaszág | 2. forduló                                            | 2. forduló | Vigaszág                                      | Vigaszág | Nyolcaddöntő           | Nyolcaddöntő | Vigaszág selejtező     | Vigaszág selejtező | Vigaszág döntő       | Vigaszág döntő | Negyeddöntő          | Elődöntő             | Döntő                | Helyezés    |
| Versenyző       | Versenyszám  | Ellenfelek Győztes idő                                  | Hely.      | Ellenfelek Győztes idő                           | Hely.    | Ellenfelek Győztes idő                                | Hely.      | Ellenfelek Győztes idő                        | Hely.    | Ellenfelek Győztes idő | Hely.        | Ellenfelek Győztes idő | Hely.              | Ellenfél Győztes idő | Hely.          | Ellenfél Győztes idő | Ellenfél Győztes idő | Ellenfél Győztes idő | Helyezés    |
| --------------- | ------------ | ------------------------------------------------------- | ---------- | ------------------------------------------------ | -------- | ----------------------------------------------------- | ---------- | --------------------------------------------- | -------- | ---------------------- | ------------ | ---------------------- | ------------------ | -------------------- | -------------- | -------------------- | -------------------- | -------------------- | ----------- |
| José Pittaro    | Férfi egyéni | Omar Phakadze (URS) · Tarek Abou Al Dahab (LIB) · 11,30 | 2.         | Roberto Roxas (PHI) · Aubrey Bryce (GUY) · 11,41 | 1.       | Giurdano Turrini (ITA) · Jocelyn Lovell (CAN) · 11,47 | 2.         | Jan Jansen (NED) · Daniel Goens (BEL) · 11,13 | 2.       | kiesett                | kiesett      | kiesett                | kiesett            | kiesett              | kiesett        | kiesett              | kiesett              | kiesett              | helyezetlen |
| Carlos Roqueiro | Férfi egyéni | Jürgen Barth (FRG) · Ignace Mandjambi (COD) · 11,39     | 2.         | Edwin Torres (PUR) · 11,15                       | 1.       | Gordon Johnson (AUS) · Jan Jansen (NED) · 11,06       | 3.         | Dino Verzini (ITA) · 11,04                    | 2.       | kiesett                | kiesett      | kiesett                | kiesett            | kiesett              | kiesett        | kiesett              | kiesett              | kiesett              | helyezetlen |

Időfutam
| Versenyző    | Versenyszám  | Idő     | Helyezés |
| ------------ | ------------ | ------- | -------- |
| José Pittaro | Férfi egyéni | 1:05,57 | 9.       |

Üldözőversenyek
| Versenyző                                                                  | Versenyszám  | Selejtező | Selejtező | Nyolcaddöntő                                                                             | Nyolcaddöntő | Nyolcaddöntő | Negyeddöntő  | Negyeddöntő | Negyeddöntő | Elődöntő     | Elődöntő  | Elődöntő | Döntő        | Döntő     | Helyezés    |
| Versenyző                                                                  | Versenyszám  | Idő       | Hely.     | Ellenfél Idő                                                                             | Saját idő    | Hely.        | Ellenfél Idő | Saját idő   | Hely.       | Ellenfél Idő | Saját idő | Hely.    | Ellenfél Idő | Saját idő | Helyezés    |
| -------------------------------------------------------------------------- | ------------ | --------- | --------- | ---------------------------------------------------------------------------------------- | ------------ | ------------ | ------------ | ----------- | ----------- | ------------ | --------- | -------- | ------------ | --------- | ----------- |
| Juan Alberto Merlos                                                        | Férfi egyéni | 4:47,81   | 12.       |                                                                                          |              |              | kiesett      | kiesett     | kiesett     | kiesett      | kiesett   | kiesett  | kiesett      | kiesett   | 12.         |
| Carlos Miguel Álvarez Roberto Breppe Ernesto Contreras Juan Alberto Merlos | Férfi csapat |           |           | Belgium (BEL) · Ernest Bens · Paul Crapez · Willy Debosscher · Ronny Vanmarcke · 4:26,14 | 4:26,22      | 2.           | kiesett      | kiesett     | kiesett     | kiesett      | kiesett   | kiesett  | kiesett      | kiesett   | helyezetlen |

## Lovaglás
Díjugratás
| Versenyző                                            | Ló                             | Versenyszám | 1. forduló | 1. forduló | 2. forduló | 2. forduló | Összesen | Összesen |
| Versenyző                                            | Ló                             | Versenyszám | Pont       | Hely.      | Pont       | Hely.      | Pont     | Helyezés |
| ---------------------------------------------------- | ------------------------------ | ----------- | ---------- | ---------- | ---------- | ---------- | -------- | -------- |
| Jorge Amaya                                          | Gemelo                         | Egyéni      | kizárták   | kizárták   | kiesett    | kiesett    | kiesett  | kiesett  |
| Carlos D'Elia                                        | Scandale                       | Egyéni      | 8,00       | 9.         | 12,00      | 11.        | 20,00    | 13.*     |
| Argentino Molinuevo, Jr.                             | Don Gustavo                    | Egyéni      | 8,00       | 9.         | 8,00       | 4.         | 16,00    | 7.**     |
| Carlos D'Elia Argentino Molinuevo, Jr. Roberto Tagle | Scandale Don Gustavo Ojo Chico | Csapat      | 113,50     | 10.        | 161,50     | 14.        | 275,00   | 13.      |

Lovastusa
| Versenyző                                                           | Ló                                | Versenyszám | Díjlovaglás | Díjlovaglás | Tereplovaglás | Tereplovaglás | Díjugratás    | Díjugratás    | Végeredmény | Végeredmény |
| Versenyző                                                           | Ló                                | Versenyszám | Bünt.       | Hely.       | Bünt.         | Hely.         | Bünt.         | Hely.         | Bünt.       | Helyezés    |
| ------------------------------------------------------------------- | --------------------------------- | ----------- | ----------- | ----------- | ------------- | ------------- | ------------- | ------------- | ----------- | ----------- |
| José Eugenio Acosta                                                 | Oligarca                          | Egyéni      | -110,01     | 41.         | -155,20       | 34.           | -12,75        | 18.           | -277,96     | 29.         |
| Jorge Bedoya                                                        | Naranjo                           | Egyéni      | -91,50      | 26.         | kizárták      | kizárták      | kiesett       | kiesett       | kiesett     | kiesett     |
| Carlos Moratorio                                                    | Hijo Manso                        | Egyéni      | -68,01      | 6.          | -294,00       | 39.           | -1,25         | 6.            | -363,26     | 34.         |
| Roberto Pistarini                                                   | Warti                             | Egyéni      | -90,00      | 25.         | -150,00       | 33.           | kizárták      | kizárták      | kiesett     | kiesett     |
| José Eugenio Acosta Jorge Bedoya Carlos Moratorio Roberto Pistarini | Oligarca Naranjo Hijo Manso Warti | Csapat      | -249,51     | 8.          | -599,20       | 11.           | nem ért célba | nem ért célba | kiesett     | kiesett     |

* - két másik versenyzővel azonos eredményt ért el

** - három másik versenyzővel azonos eredményt ért el

## Ökölvívás
| Versenyző             | Versenyszám   | Selejtező                 | 32-es főtábla                        | Nyolcaddöntő                       | Negyeddöntő                 | Elődöntő                   | Döntő             | Helyezés |
| Versenyző             | Versenyszám   | Ellenfél Eredmény         | Ellenfél Eredmény                    | Ellenfél Eredmény                  | Ellenfél Eredmény           | Ellenfél Eredmény          | Ellenfél Eredmény | Helyezés |
| --------------------- | ------------- | ------------------------- | ------------------------------------ | ---------------------------------- | --------------------------- | -------------------------- | ----------------- | -------- |
| Roberto Urretavizcaya | Papírsúly     |                           | Ignacio Espinal (DOM) · visszalépett | Joseph Donovan (AUS) · 0-5         | kiesett                     | kiesett                    | kiesett           | 9.       |
| Tito Pereyra          | Légsúly       |                           | Robert Carney (AUS) · 4-1            | Nakamura Tecuaki (JPN) · 0-5       | kiesett                     | kiesett                    | kiesett           | 9.       |
| Domingo Casco         | Harmatsúly    | erőnyerő                  | Mahmoud Ladjili (TUN) · 3-2          | Roberto Cervantes (MEX) · kizárták | kiesett                     | kiesett                    | kiesett           | 9.       |
| Miguel García         | Pehelysúly    |                           | Francisco Oduardo (CUB) · 3-2        | Aurel Simion (ROU) · 5-0           | Philip Waruinge (KEN) · 1-4 | kiesett                    | kiesett           | 5.       |
| Pedro Agüero          | Könnyűsúly    | Rodolfo Arpon (PHI) · 3-2 | Sayed Abdel Gadir (SUD) · 5-0        | Enzo Petriglia (ITA) · 2-3         | kiesett                     | kiesett                    | kiesett           | 9.       |
| Mario Giulloti        | Váltósúly     | erőnyerő                  | Andrew Kajjo (UGA) · 4-1             | Donato Paduano (CAN) · 5-0         | Armando Muniz (USA) · 4-1   | Joseph Bessala (CMR) · 0-5 | kiesett           |          |
| Víctor Galíndez       | Nagyváltósúly |                           | Aldo Bentini (ITA) · 0-5             | kiesett                            | kiesett                     | kiesett                    | kiesett           | 17.      |

## Sportlövészet
Nyílt
| Versenyző               | Versenyszám          | Pont | Helyezés |
| ----------------------- | -------------------- | ---- | -------- |
| Oscar Cervo             | Gyorstüzelő pisztoly | 575  | 38.      |
| Nelson Torno            | Gyorstüzelő pisztoly | 571  | 44.      |
| Rodolfo Guarnieri       | Trap                 | 190  | 22.      |
| Juan Ángel Martini, Jr. | Trap                 | 190  | 24.      |

## Súlyemelés
| Versenyző   | Versenyszám | Nyomás   | Nyomás   | Szakítás                 | Szakítás                 | Lökés    | Lökés    | Összesen | Helyezés |
| Versenyző   | Versenyszám | Eredmény | Helyezés | Eredmény                 | Helyezés                 | Eredmény | Helyezés | Összesen | Helyezés |
| ----------- | ----------- | -------- | -------- | ------------------------ | ------------------------ | -------- | -------- | -------- | -------- |
| Oscar Nobua | 90 kg       | 125,0    | 24.      | érvényes kísérlet nélkül | érvényes kísérlet nélkül | kiesett  | kiesett  | kiesett  | kiesett  |

## Úszás
Férfi
| Versenyző                                                            | Versenyszám            | Előfutam | Előfutam | Előfutam | Elődöntő     | Elődöntő     | Elődöntő     | Döntő   | Döntő    |
| Versenyző                                                            | Versenyszám            | Idő      | Hely.    | Össz.    | Idő          | Hely.        | Össz.        | Idő     | Helyezés |
| -------------------------------------------------------------------- | ---------------------- | -------- | -------- | -------- | ------------ | ------------ | ------------ | ------- | -------- |
| Carlos van der Maath                                                 | 100 m gyors            | 56,4     | 5.       | 31.*     | kiesett      | kiesett      | kiesett      | kiesett | kiesett  |
| Luis Nicolao                                                         | 100 m gyors            | 54,6     | 1.       | 4.*      | 53,8         | 2.           | 3.***        | 53,9    | 7.       |
| Luis Nicolao                                                         | 200 m gyors            | 2:01,8   | 2.       | 13.*     |              |              |              | kiesett | kiesett  |
| Luis Nicolao                                                         | 100 m pillangó         | 59,3     | 1.       | 7.*      | visszalépett | visszalépett | visszalépett | kiesett | kiesett  |
| Leonardo Baremboin                                                   | 100 m hát              | 1:04,0   | 2.       | 17.*     | kiesett      | kiesett      | kiesett      | kiesett | kiesett  |
| Leonardo Baremboin                                                   | 200 m hát              | 2:25,2   | 7.       | 25.      |              |              |              | kiesett | kiesett  |
| Osvaldo Boretto                                                      | 100 m mell             | 1:10,3   | 4.       | 15.**    | 1:11,8       | 7.           | 23.          | kiesett | kiesett  |
| Osvaldo Boretto                                                      | 200 m mell             | 2:38,8   | 5.       | 17.      |              |              |              | kiesett | kiesett  |
| Alberto Forelli                                                      | 200 m mell             | 2:41,7   | 4.       | 25.      |              |              |              | kiesett | kiesett  |
| Alberto Forelli                                                      | 100 m mell             | 1:09,3   | 2.       | 4.*      | 1:08,9       | 2.           | 6.*          | 1:08,7  | 7.       |
| Leonardo Baremboin Alberto Forelli Luis Nicolao Carlos van der Maath | 4 × 100 m vegyes váltó | 4:08,4   | 4.       | 10.      |              |              |              | kiesett | kiesett  |

Női
| Versenyző        | Versenyszám    | Előfutam | Előfutam | Előfutam | Elődöntő | Elődöntő | Elődöntő | Döntő   | Döntő    |
| Versenyző        | Versenyszám    | Idő      | Hely.    | Össz.    | Idő      | Hely.    | Össz.    | Idő     | Helyezés |
| ---------------- | -------------- | -------- | -------- | -------- | -------- | -------- | -------- | ------- | -------- |
| Adriana Comolli  | 100 m pillangó | 1:16,5   | 6.       | 26.      | kiesett  | kiesett  | kiesett  | kiesett | kiesett  |
| Adriana Comolli  | 100 m hát      | 1:13,8   | 5.       | 29.      | kiesett  | kiesett  | kiesett  | kiesett | kiesett  |
| María Procopio   | 100 m hát      | 1:15,9   | 6.       | 34.      | kiesett  | kiesett  | kiesett  | kiesett | kiesett  |
| María Procopio   | 200 m hát      | 2:49,2   | 5.       | 27.      |          |          |          | kiesett | kiesett  |
| Patricia Sentous | 200 m hát      | 2:41,5   | 6.       | 25.      |          |          |          | kiesett | kiesett  |
| Patricia Sentous | 100 m hát      | 1:13,5   | 4.       | 28.      | kiesett  | kiesett  | kiesett  | kiesett | kiesett  |

* - egy másik versenyzővel azonos időt ért el

** - két másik versenyzővel azonos időt ért el

*** - három másik versenyzővel azonos időt ért el

## Vitorlázás
Nyílt
| Versenyző                              | Versenyszám | Futam  | Futam | Futam | Futam | Futam  | Futam | Futam  | Pontszám | Helyezés |
| Versenyző                              | Versenyszám | 1      | 2     | 3     | 4     | 5      | 6     | 7      | Pontszám | Helyezés |
| -------------------------------------- | ----------- | ------ | ----- | ----- | ----- | ------ | ----- | ------ | -------- | -------- |
| Alberto Obarrio                        | Finn dingi  | (42,0) | 22,0  | 19,0  | 24,0  | 19,0   | 14,0  | 27,0   | 125,0    | 17.*     |
| Roberto Sieburger Jorge Vago           | Csillaghajó | 21,0   | 20,0  | 25,0  | 24,0  | 20,0   | 25,0  | (26,0) | 135,0    | 20.      |
| Boris Belada Luis Schenone Pedro Sisti | Sárkányhajó | 21,0   | 15,0  | 13,0  | 10,0  | (23,0) | 16,0  | 17,0   | 92,0     | 9.       |

* - egy másik versenyzővel azonos eredményt ért el

## Vívás
Férfi
| Versenyző                                                         | Versenyszám       | Csoportkör | Csoportkör | Csoportkör | Csoportkör | Nyolcaddöntő                  | Negyeddöntő       | Elődöntő          | Vigaszág a döntőért    | Vigaszág a döntőért | Vigaszág a döntőért | Vigaszág a döntőért | Vigaszág a döntőért | Döntő             | Helyezés    |
| Versenyző                                                         | Versenyszám       | 1. kör | 1. kör     | 2. kör | 2. kör     | Nyolcaddöntő                  | Negyeddöntő       | Elődöntő          | 1. kör                 | 2. kör              | 3. kör              | 4. kör              | 5. kör              | Döntő             | Helyezés    |
| Versenyző                                                         | Versenyszám       | Ellenfél Eredmény | Hely.      | Ellenfél Eredmény | Hely.      | Ellenfél Eredmény             | Ellenfél Eredmény | Ellenfél Eredmény | Ellenfél Eredmény      | Ellenfél Eredmény   | Ellenfél Eredmény   | Ellenfél Eredmény   | Ellenfél Eredmény   | Ellenfél Eredmény | Helyezés    |
| ----------------------------------------------------------------- | ----------------- | --- | ---------- | --- | ---------- | ----------------------------- | ----------------- | ----------------- | ---------------------- | ------------------- | ------------------- | ------------------- | ------------------- | ----------------- | ----------- |
| Orlando Nannini                                                   | Tőr, egyéni       | D. csoport · Mihai Ţiu (ROU) · V · Jean-Claude Magnan (FRA) · V · Ahmed El-Husseini (RAU) · V · Orlando Ruíz (CUB) · GY · Enrique Barza (PER) · V                                       | 6.         | kiesett | kiesett    | kiesett                       | kiesett           | kiesett           | kiesett                | kiesett             | kiesett             | kiesett             | kiesett             | kiesett           | helyezetlen |
| Evaristo Prendes                                                  | Tőr, egyéni       | A. csoport · Graham Paul (GBR) · V · Dieter Wellmann (FRG) · V · Viktor Putyatyin (URS) · V · Graeme Jennings (AUS) · V                                                                 | 5.         | kiesett | kiesett    | kiesett                       | kiesett           | kiesett           | kiesett                | kiesett             | kiesett             | kiesett             | kiesett             | kiesett           | helyezetlen |
| Guillermo Saucedo                                                 | Tőr, egyéni       | G. csoport · Szabó Sándor (HUN) · GY · Friedrich Wessel (FRG) · V · Román Gómez (MEX) · GY · Fionbarr Farrell (IRL) · GY                                                                | 1.         | G. csoport · Simizu Fudzsio (JPN) · V · Tănase Mureșanu (ROU) · GY · Kamuti Jenő (HUN) · GY · Jeffrey Checkes (USA) · GY · Florent Bessemans (BEL) · GY   | 2.         | Pasquale La Ragione (ITA) · V | Vigaszág          | Vigaszág          | Szabó Sándor (HUN) · V | kiesett             | kiesett             | kiesett             | kiesett             | kiesett           | 25.         |
| Alberto Balestrini                                                | Párbajtőr, egyéni | G. csoport · Kulcsár Győző (HUN) · V · Hans-Peter Schulze (GDR) · V · Henryk Nielaba (POL) · V · Stephen Netburn (USA) · GY · João de Abreu (POR) · V                                   | 6.         | kiesett | kiesett    | kiesett                       | kiesett           | kiesett           | kiesett                | kiesett             | kiesett             | kiesett             | kiesett             | kiesett           | helyezetlen |
| Guillermo Obeid                                                   | Párbajtőr, egyéni | F. csoport · Ralph Johnson (GBR) · V · Bohdan Gonsior (POL) · V · Peter Lötscher (SUI) · GY · Florent Bessemans (BEL) · V · William Ronald (AUS) · V                                    | 6.         | kiesett | kiesett    | kiesett                       | kiesett           | kiesett           | kiesett                | kiesett             | kiesett             | kiesett             | kiesett             | kiesett           | helyezetlen |
| Omar Vergara                                                      | Párbajtőr, egyéni | C. csoport · Roland Losert (AUT) · V · Jacques Ladègaillerie (FRA) · GY · Silvio Fernández (VEN) · V · José Pinheiro (POR) · GY · Darío Amaral (BRA) · GY                               | 2.         | F. csoport · Nemere Zoltán (HUN) · V · Stephen Netburn (USA) · V · Jacques Ladègaillerie (FRA) · V · Ralph Johnson (GBR) · GY · Carlos Calderón (MEX) · V | 6.         | kiesett                       | kiesett           | kiesett           | kiesett                | kiesett             | kiesett             | kiesett             | kiesett             | kiesett           | helyezetlen |
| Juan Carlos Frecia                                                | Kard, egyéni      | C. csoport · Claude Arabo (FRA) · V · Pézsa Tibor (HUN) · V · Paul Wischeidt (FRG) · V · Józef Nowara (POL) · V · John Andru (CAN) · V · Jan Boutmy (AHO) · V                           | 7.         | kiesett | kiesett    |                               | kiesett           | kiesett           | kiesett                | kiesett             | kiesett             |                     |                     | kiesett           | helyezetlen |
| Alberto Lanteri                                                   | Kard, egyéni      | B. csoport · Umjar Mavlihanov (URS) · V · Cesare Salvadori (ITA) · GY · Marcel Parent (FRA) · V · Vicente Calderón (MEX) · V · Richard Oldcorn (GBR) · V · José Narciso Díaz (CUB) · GY | 6.         | kiesett | kiesett    |                               | kiesett           | kiesett           | kiesett                | kiesett             | kiesett             |                     |                     | kiesett           | helyezetlen |
| Román Quinos                                                      | Kard, egyéni      | D. csoport · Mark Rakita (URS) · V · Wladimiro Calarese (ITA) · V · Alex Orban (USA) · V · Alexander Leckie (GBR) · V · William Fajardo (MEX) · GY · Nguyễn The Loc (VIE) · GY          | 5.         | kiesett | kiesett    |                               | kiesett           | kiesett           | kiesett                | kiesett             | kiesett             |                     |                     | kiesett           | helyezetlen |
| Orlando Nannini Evaristo Prendes Guillermo Saucedo Omar Vergara   | Tőr, csapat       | 4. csoport · Magyarország (HUN) · 2-14 · Lengyelország (POL) · 5-11 | 3.         | |            |                               | kiesett           | kiesett           |                        |                     |                     |                     |                     | kiesett           | helyezetlen |
| Alberto Balestrini Guillermo Obeid Guillermo Saucedo Omar Vergara | Párbajtőr, csapat | 3. csoport · Lengyelország (POL) · 0-16 · NDK (GDR) · 3-13 | 4.         | |            |                               |                   | kiesett           |                        |                     |                     |                     |                     | kiesett           | helyezetlen |
| Juan Carlos Frecia Alberto Lanteri Román Quinos Guillermo Saucedo | Kard, csapat      | 3. csoport · Egyesült Államok (USA) · 5-11 · Olaszország (ITA) · 1-15 | 3.         | |            |                               |                   | kiesett           |                        |                     |                     |                     |                     | kiesett           | helyezetlen |

Női
| Versenyző                  | Versenyszám | Csoportkör | Csoportkör | Csoportkör        | Csoportkör | Negyeddöntő       | Elődöntő          | Vigaszág a döntőért | Vigaszág a döntőért | Vigaszág a döntőért | Döntő             | Helyezés    |
| Versenyző                  | Versenyszám | 1. kör | 1. kör     | 2. kör            | 2. kör     | Negyeddöntő       | Elődöntő          | 1. kör              | 2. kör              | 3. kör              | Döntő             | Helyezés    |
| Versenyző                  | Versenyszám | Ellenfél Eredmény | Hely.      | Ellenfél Eredmény | Hely.      | Ellenfél Eredmény | Ellenfél Eredmény | Ellenfél Eredmény   | Ellenfél Eredmény   | Ellenfél Eredmény   | Ellenfél Eredmény | Helyezés    |
| -------------------------- | ----------- | --- | ---------- | ----------------- | ---------- | ----------------- | ----------------- | ------------------- | ------------------- | ------------------- | ----------------- | ----------- |
| Sylvia Iannuzzi-San Martín | Tőr, egyéni | E. csoport · Stahl Jencsik Katalin (ROU) · V · Pilar Roldán (MEX) · V · Galina Gorohova (URS) · V · Heidi Schmid (FRG) · V · Colette Flesch (LUX) · V · Myrna Anselma (AHO) · GY | 7.         | kiesett           | kiesett    | kiesett           | kiesett           | kiesett             | kiesett             | kiesett             | kiesett           | helyezetlen |